# A. B. C. DosSantos
A. B. C. DosSantos (vor 1955–nach 1961) war ein Politiker aus St. Vincent und die Grenadinen.

## Leben
Er war vom 6. Oktober 1955 bis 1961 als Drittes Nominiertes Mitglied Abgeordneter im House of Assembly.